# 克勒什新村
克勒什新村（匈牙利語：Körösújfalu）是匈牙利贝凯什州所辖的一个村。总面积25.30平方公里，总人口577，人口密度22.8人/平方公里（2011年1月1日）。